# نيوتن شاندلير
نيوتن شاندلير (بالإنجليزية: Newton Chandler)‏ هو لاعب كرة قدم أسترالية أسترالي، ولد في 19 سبتمبر 1893 في Euroa ‏ في أستراليا، وتوفي في 24 مارس 1997 في ملبورن في أستراليا.

## وصلات خارجية
- نيوتن شاندلير على موقع AustralianFootball.com (الإنجليزية)
- نيوتن شاندلير على موقع AFLtables.com (الإنجليزية)